# Processo coracoide
Na anatomia humana, o processo coracoide ou apófise coracóide é uma pequena estrutura em forma de gancho que sai da escápula apontando para a frente. É o local de origem de dois músculos e de inserção de outro:
- Músculo peitoral menor
- Músculo bíceps braquial (cabeça curta)
- Músculo coracobraquial

## Outros animais
Em monotremados, o coracoide é um osso separado. Répteis, aves e alguns anfíbios como os sapos (mas não salamandras) também possuem um osso com esse nome, mas não são homólogos com o processo coracoide de mamíferos.

## Imagens adicionais

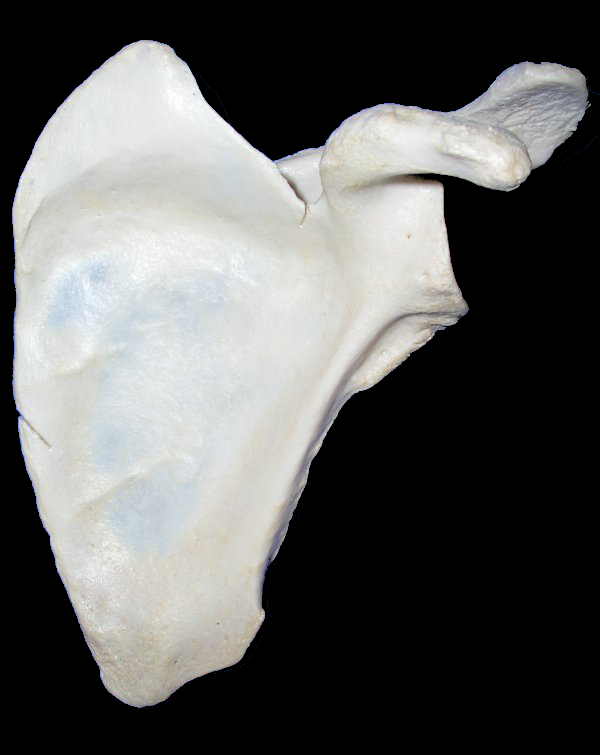
Escápula esquerda com processo coracóide visível em cima à direita. (Vista anterior)